# Magnetgetriebe
Ein magnetisches Getriebe verändert, wie ein konventionelles mechanisches Getriebe, die Drehgeschwindigkeit einer sich drehenden Welle.

## Aufbau

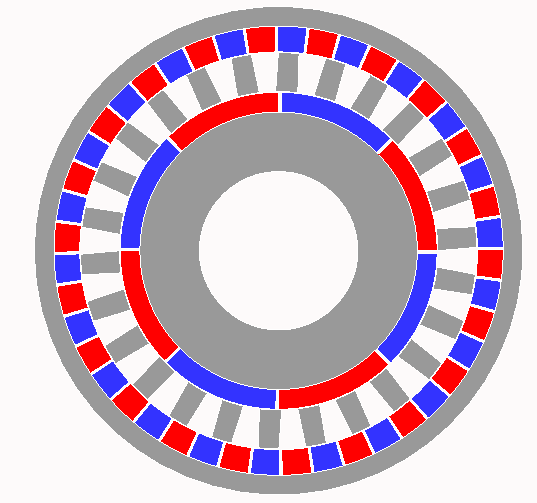
Schematische Schnittdarstellung eines Magnetgetriebes

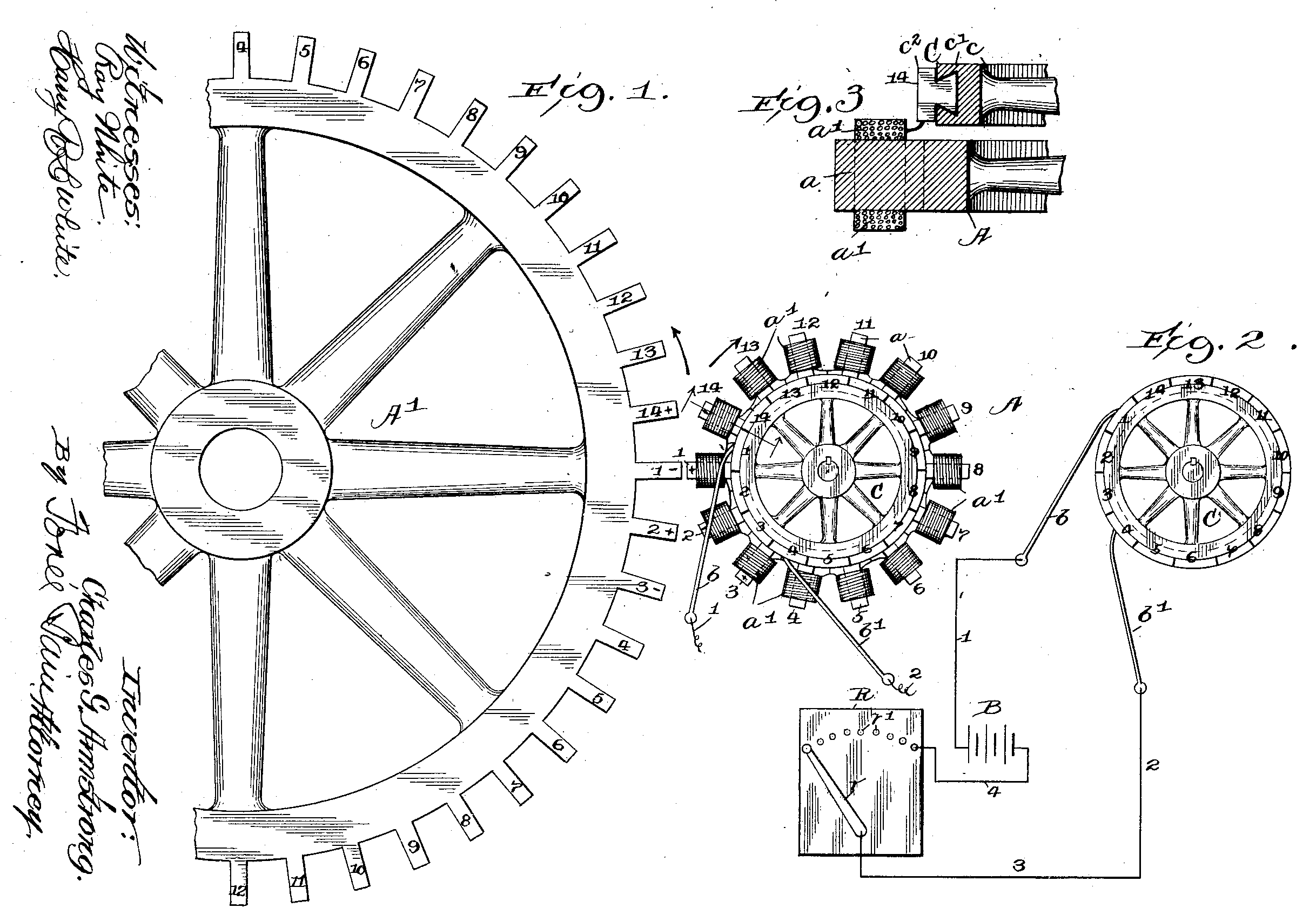
Patentierte Erfindung eines Magnetgetriebes, 1900

In einem mechanischen Getriebe finden sich häufig Zahnräder verschiedener Größen, welche die Drehgeschwindigkeiten der Wellen per Formschluss verändern. Im Magnetgetriebe befinden sich Permanentmagnete auf zwei verschiedenen Rotoren, die mechanisch je an eine Welle gekoppelt sind. Die zwei Rotoren haben keinen mechanischen Kontakt, sodass das Getriebe nur geringe Reibungsverluste produziert. Der Verschleiß beschränkt sich auf die tragenden Wälzlager, die Geräuschentwicklung ist minimal. Da sich die zwei Wellen nicht wie beim Zahnradgetriebe berühren, brauchen sie nicht geschmiert zu werden, und es kann auf Wellendichtungen, die nach gewisser Zeit ihre Dichtheit verlieren, verzichtet werden. Beim Antrieb hermetisch geschlossener Systeme bieten sich daher Magnetgetriebe an.

### Vorteile
Ein großer Vorteil des Magnetgetriebes ist, dass es bei einer Überlast nicht beschädigt wird, sondern in Schlupf gerät, bis die Last abnimmt und es sich durch das Herunterfahren der Antriebsgeschwindigkeit wieder einkoppeln kann. Hohe Drehzahlen können erreicht werden (ca. 50.000/min), es ist keine Schmierung notwendig und es erfolgen keine ruckartigen Beschleunigungen.

### Nachteile
Mit zunehmender Rotationsgeschwindigkeit nehmen die Eisenverluste stark zu. In den Eisenverlusten stecken die Hystereseverluste sowie die von den Magneten induzierten Wirbelströme. Bei geringem Drehmoment und hoher Drehzahl hat man somit einen niedrigen Wirkungsgrad.

## Bauarten

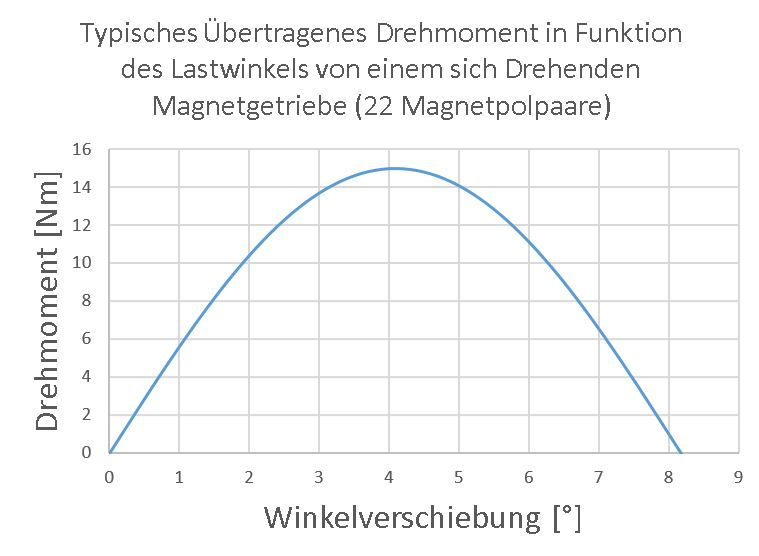
Drehmoment Magnetgetriebe

Es gibt verschiedene Arten von Magnetgetrieben. Die meisten sind so aufgebaut, dass die Magnete sich auf den sich drehenden Wellen befinden. In diesem Fall wird das Übersetzungsverhältnis durch die Magnetpaare der sich schnell drehenden Welle geteilt durch die Magnetpaare der langsam drehenden Welle bestimmt.
Der ferromagnetische Stator befindet sich zwischen den zwei Magnetrotoren. Die Anzahl der Eisenstücke muss entweder der Differenz der Magnetpaare auf dem langsam drehenden Rotor und der Magnetpaare auf dem schnell drehenden Rotor oder der Summe der Magnetpaare der beiden Rotoren entsprechen. Letztere Variante bewirkt, dass beide Rotoren in entgegengesetzte Richtung drehen. Die zwei erwähnten Varianten können folgende Getriebecharakteristiken haben:
| Magnetpaare des langsamen Rotors | Magnetpaare des schnellen Rotors | Eisenstücke | Übersetzungsverhältnis | Richtung        |
| -------------------------------- | -------------------------------- | ----------- | ---------------------- | --------------- |
| 22                               | 4                                | 18          | 5,5:1                  | gleich          |
| 22                               | 4                                | 26          | −5,5:1                 | entgegengesetzt |

Folgende Formel ergibt das Übersetzungsverhältnis {\displaystyle r} an:
{\displaystyle r=\operatorname {sgn}(N_{2}-N_{\text{stahl}})\cdot {\frac {\Omega _{1}}{\Omega _{2}}}=\operatorname {sgn}(N_{2}-N_{\text{stahl}})\cdot {\frac {N_{2}}{N_{1}}}}
Mit:
- der Vorzeichenfunktion sgn
- Ω1 als Winkelgeschwindigkeit des schnellen Rotors
- Ω2 als Winkelgeschwindigkeit des langsamen Rotors
- N1 als Anzahl der Magnetpaare des schnellen Rotors
- N2 als Anzahl der Magnetpaare des langsamen Rotors
- Nstahl als Anzahl der Eisenstücke des Stators

Einige Getriebe, wie zum Beispiel jene vom Hersteller Magnomatics, haben den äußeren Magnetkreis als Stator. Der innere Rotor ist somit der sich schnell drehende Rotor, und die Eisenstangen zwischen den Magneten sind mechanisch mit der langsameren Welle gekoppelt. Die Formel für die Bestimmung des Übersetzungsverhältnisses muss dazu angepasst werden, die relativen Geschwindigkeiten der verschiedenen Teile bleiben jedoch bestehen.